# آیین‌نامه بتن ایران
آیین‌نامه بتن ایران به اختصار آبا کتابی نوشته سازمان مدیریت و برنامه‌ریزی ایران است که در سال ۱۳۸۴ و در ۳۶۸ صفحه از سوی نشر این سازمان منتشر شده‌است.
دفتر امور فنی و تدوین معیارهای سازمان مدیریت و برنامه‌ریزی ایران مبادرت به تهیه این آیین‌نامه نموده‌است.
هدف این آیین‌نامه ارائهٔ حداقل ضوابط و مقرراتی است که با رعایت آن‌ها میزان مناسبی از ایمنی قابلیت بهره‌برداری و پایایی سازه‌های موضوع آیین‌نامه‌ها تأمین می‌شود.
ضوابط و مقررات این آیین‌نامه طرح، آنالیز، اجرا و مشخصات مواد تشکیل دهنده سازه‌های بتنی را در بر می‌گیرند.
رعایت کامل مفاد این آیین‌نامه از طرف دستگاه‌های اجرایی مهندسان مشاور پیمانکاران و عوامل دیگر در طرح‌های عمرانی الزامی است.
این آیین‌نامه از دو بخش کلی تشکیل شده‌است:
1. کلیات مصالح و مسائل اجرایی
2. اصول تحلیلی و طراحی